# Fruitland (Washington)
Fruitland az Amerikai Egyesült Államok északnyugati részén, Washington állam Stevens megyéjében elhelyezkedő önkormányzat nélküli település.
Fruitland postahivatala ma is működik. Az 1880-ban A.L. Washburn és Price által alapított település nevét az almafákról kapta.

## Híres személyek
- Donnie and Joe Emerson – zenészduó[3]

## Fordítás
Ez a szócikk részben vagy egészben  a   Fruitland, Washington című angol Wikipédia-szócikk ezen változatának fordításán alapul.  Az eredeti cikk szerkesztőit annak laptörténete sorolja fel. Ez a jelzés csupán a megfogalmazás eredetét és a szerzői jogokat jelzi, nem szolgál a cikkben szereplő információk forrásmegjelöléseként.